# Stephan Sanders
Stephanus Clement (Stephan) Sanders (Haarlem, 28 juli 1961) is een Nederlandse columnist, presentator, essayist en auteur.

## Biografie
Sanders is in 1961 in Haarlem geboren als kind van een Nederlandse moeder. Zijn Zuid-Afrikaanse of Jamaicaanse vader leerde hij nooit kennen. Na overgebracht te zijn naar een kindertehuis werd hij op jonge leeftijd geadopteerd door het katholieke echtpaar Sanders uit Denekamp. Hij groeide op met zijn zus Elsje, die ook werd geadopeerd.
Sanders studeerde vanaf 1979 filosofie en politieke wetenschappen aan de Universiteit van Amsterdam. Sinds 1986 publiceert hij onder meer in De Groene Amsterdammer en in de Volkskrant en heeft hij zijn eigen vaste column in Vrij Nederland, in De Nieuwe Koers  en in onzeWereld. Bij de VARA presenteerde hij onder andere het radioprogramma Ophef en Vertier.
Met Anil Ramdas presenteerde Sanders Het Blauwe licht bij de VPRO. Hij was regelmatig gastcolumnist bij Theodor Holmans Desmet live, sinds 2008 OBA Live. Een keer per week presenteerde hij bij de NOS het populaire laatavond-nieuwsprogramma op Radio 1 Met het oog op morgen. Op diezelfde zender presenteert Sanders eens per maand het programma Brainwash Radio voor de HUMAN.
Van maart tot en met augustus 2010 woonde Sanders in Almere. Hij schreef daar als writer in residence voor en over de gemeente Almere het boek Iets meer dan een seizoen. In hetzelfde jaar sprak hij de jaarlijkse Mosse-lezing uit.
In een briefwisseling in De Groene Amsterdammer in 2015 gaf Sanders aan zich tot de gelovigen te rekenen. In een serie artikelen in dagblad Trouw legde hij zijn keuze uit. Sinds medio 2016 is hij vaste columnist bij de Volkskrant.
Op 26 februari 2018 sprak hij de vijfde Cola Debrot-lezing uit van de Werkgroep Caraïbische Letteren.
Van september 2020 tot en met januari 2021 verblijft hij op uitnodiging van het Netherlands Institute for Advanced Study (NIAS-KNAW) en het Nederlands Letterenfonds aan het Amsterdamse academische instituut als fellow.

### Boeken
- Gemengde ervaring, gemengde gevoelens - de Rushdie-affaire: een besluit tot inmenging (1989)
- Ai Jamaica! (1991)
- Connie Francis, of de onschuld van Amerika (1993)
- De grote woede van M. (1994)
- Buitenwacht (1995)
- Liefde is voor vrouwen (2002)
- Zon, zee, oorlog (2007)
- De man en zijn lichaam (2010) – met Arie Boomsma
- Iets meer dan een seizoen (2013) - over Anil Ramdas, in het kader van een cultuuropdracht van de gemeente Almere[9]
- Godschaamte (2021), Amsterdam, Uitgeverij G.A. van Oorschot, ISBN 9789028212244

### Toneelstuk
- Mijn grote sterke vriend (1993)